# Айхенау
Айхенау (нім. Eichenau) — громада в Німеччині, розташована в землі Баварія. Підпорядковується адміністративному округу Верхня Баварія. Входить до складу району Фюрстенфельдбрук.
Площа — 6,98 км2. Населення становить 11 904 ос. (станом на 31 грудня 2020).